# جوليز آيلا
جوليز آيلا هي مغنية تركية ولدت في 27 أبريل 1988،أصدرت أول أغنية لها في 2015.

## روابط خارجية
جوليز آيلا على موقع IMDb (الإنجليزية)
- جوليز آيلا على موقع ميوزك برينز (الإنجليزية)
- جوليز آيلا على موقع ديسكوغز (الإنجليزية)